# Antonio González Ruiz
Pour les articles homonymes, voir Antonio González, González et Ruiz.
Antonio González Ruiz, né à Corella en Navarre le 21 juillet 1711, décédé à Madrid le 1er avril 1788, est un peintre espagnol d'abord de style baroque tardif (classé comme rococo), qui incorpore le style néo-classique dominant à partir de la seconde moitié du XVIIIe siècle. Il est considéré comme l'un des peintes de cour de Ferdinand VI et de Charles III.

## Biographie
Fils d'un modeste peintre de Navarre, il déménage à la cour à l'âge de 15 ans où il intègre l'atelier de Michel-Ange Houasse au cours des dernières années du maître.
Il complète sa formation entre 1732 et 1737 et voyage en France et en Italie.
À son retour à Madrid, il entre dans le cercle artistique du sculpteur Giovanni Domenico Olivieri (es) et en 1739 obtient le titre de peintre de cour. En 1744, il est élu l'un des six enseignants de peinture qui formeront l'Académie royale des beaux-arts de San Fernando à Madrid et dirige la section de peinture avec Louis-Michel van Loo. En 1768, il devient directeur de l'ensemble de l'institution et la même année, il est nommé membre de l'Académie royale des beaux-arts de San Carlos à Valence.
Sa fille Marta Ignacia épouse le graveur Francisco Muntaner vers 1779.

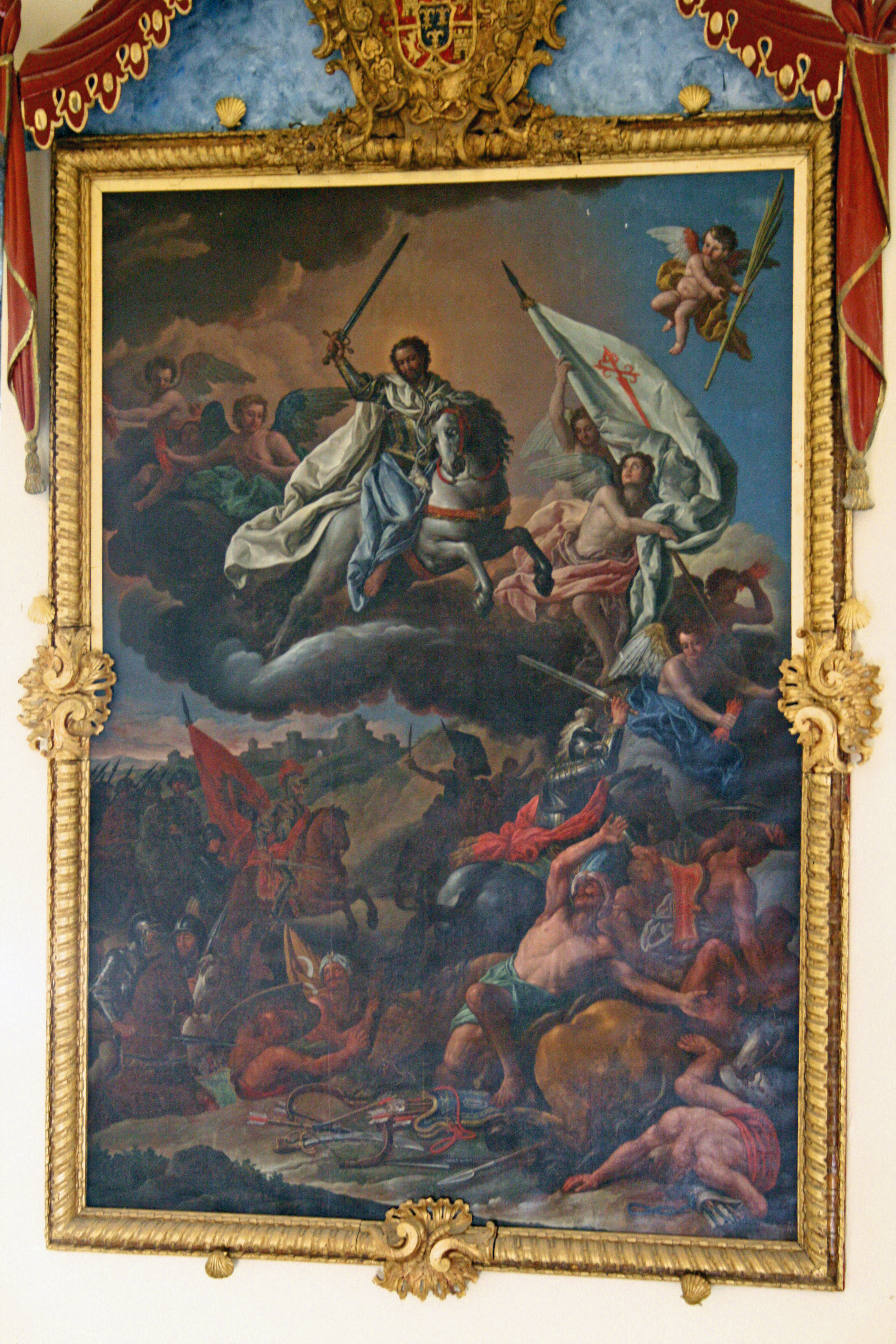
Monastère Uclés - L'apparition de Saint-Jacques à la bataille de Clavijo, escalier principal du monastère d'Uclés.
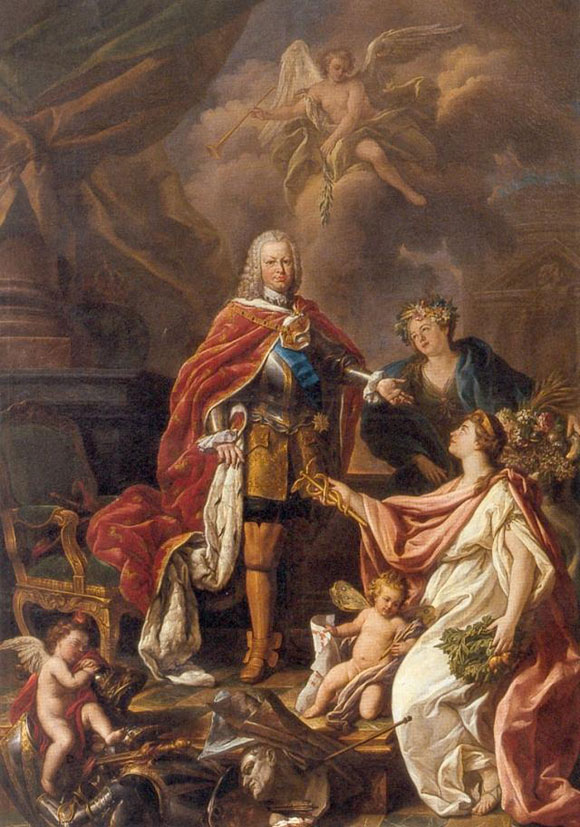
Ferdinand VI comme protecteur des arts et des sciences, Académie royale des beaux-arts de San Fernando.
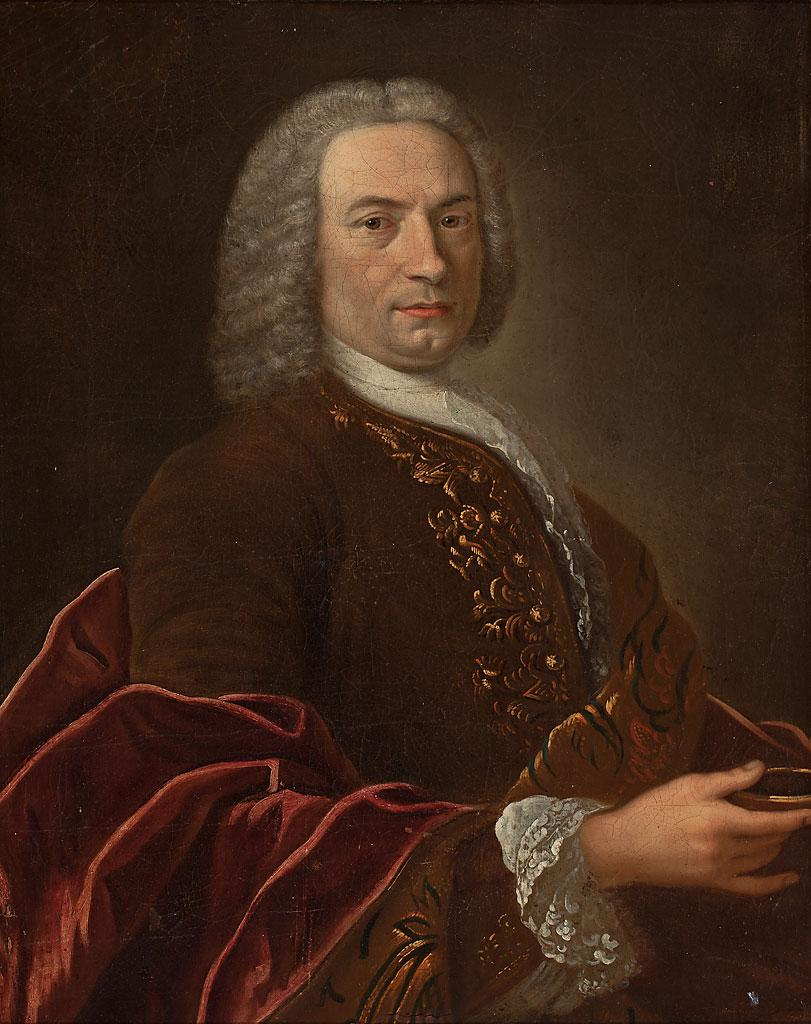
Portrait de Giovanni Domenico Olivieri. Collection Joan J. Gavara (Valence).